# Hôtel d'Angoulême Lamoignon
El hôtel d'Angoulême Lamoignon o hôtel de Lamoignon es un hôtel particulier parisino ubicado en el número 24 de la rue Pavée, en el 4 distrito que alberga la Biblioteca Histórica de la ciudad de París.

## Historia

### Hotel Pisseleu
En 2012, Guy-Michel Leproux publicó seis contratos (techador, carpintero, carpintero) adjudicados entre el 18 de diciembre de 1559 y el 5 de octubre de 1560 para la construcción del Hôtel de Pisseleu, que luego tomó el nombre de Hôtel d'Angoulême y el Hôtel de Lamoignon. Esta afirmación fue criticada por Jean Guillaume quien atribuyó estos contratos a la construcción de un edificio en la antigua pocilga de Saint-Antoine pero otros documentos validaron la información de Guy-Michel Leproux extraída de los diversos contratos que encontró y Jean Guillaume reconoció que su hipótesis no era admisible.
François de Pisseleu, abad de Saint-Corneille de Compiègne, encomendó en 1559 la construcción de su hotel a Philibert de l'Orme siguiendo un plan bastante similar al hotel urbano del que presentó en Le premier tome de l. Philibert de l'Orme solo pudo construir el sótano, la escalera central y la mitad sur con su pabellón que da al jardín y su techo con vigas pequeñas o entramado a la Delorme. Los problemas encontrados en la construcción del marco de la barra de acristalamiento de nuevo diseño retrasaron la finalización del proyecto.

### Hotel de Jean Bodin de Montguichet
Cinco después de la muerte de François de Pisseleu, su mansión fue adquirida por Jean Bodin, sieur de Montguichet, consejero de aguas y bosques de la Mesa de Mármol de París, quien fue contratado por François d'Alençon para reformar la administración de los bosques en Normandía.
Guy-Michel Leproux publicó un contrato, fechado el 8 y el 13 de diciembre de 1576, entre Jean Bodin de Montguichet, el nuevo propietario del hotel, y los carpinteros Pierre y Vincent Gerba, que prevé la sustitución del techo con pequeñas vigas construidas por Philibert. de l'Orme con un entramado tradicional y para cubrir un nuevo pabellón construido sobre el patio, que modificó la fachada del patio. Se desconoce el arquitecto que diseñó la fachada modificada. Alexandre Gady propuso el nombre de Baptiste Androuet du Cerceau, favorito de Henri III y arquitecto del Palacio del Louvre desde 1578. Daniel Thomson propuso a Louis Métezeau pero, nacido alrededor de 1570, era demasiado joven. De un documento publicado en el siglo XIX, podría ser Thibaut Métezeau, porque la duquesa de Angulema intervino para obtener el estatus de maestro jurado de París a favor de su hijo, Louis Métezeau, en noviembre de 1586.

### Hotel de Diana de Francia, duquesa de Angulema
Fue adquirido en 1584 por Diane de France, hija legítima del rey Henri II de Francia y de una joven piamontesa, Filippa Duci. Sin embargo, el edificio está cargado de rentas vitalicias y procedimientos de redención en beneficio de Charles de Barbanson, heredero de François de Pisseleu, y la duquesa de Etampes. Estas restricciones legales impidieron que la duquesa de Angulema completara el trabajo, obligándola a alquilar y luego comprar un pabellón ubicado al otro lado de la rue Pavée. Esta inseguridad jurídica duró hasta principios del siglo XVII.
No fue hasta 1611 que Diane de France pudo encargar los trabajos de acabado de su mansión elevando el ala sur del lado del jardín a su altura final, la mitad norte del cuerpo principal con un segundo pabellón que daba al patio en simetría con las estructuras construidas anteriormente. El contrato especifica que las obras deben estar terminadas en 1612.
El sobrino de Henri III, Charles d'Angoulême, hijo de Charles IX y Marie Touchet, heredó esta mansión en 1619 a la muerte de la duquesa de Angulema y vivió allí hasta 1650.

### Hotel de Lamoignon

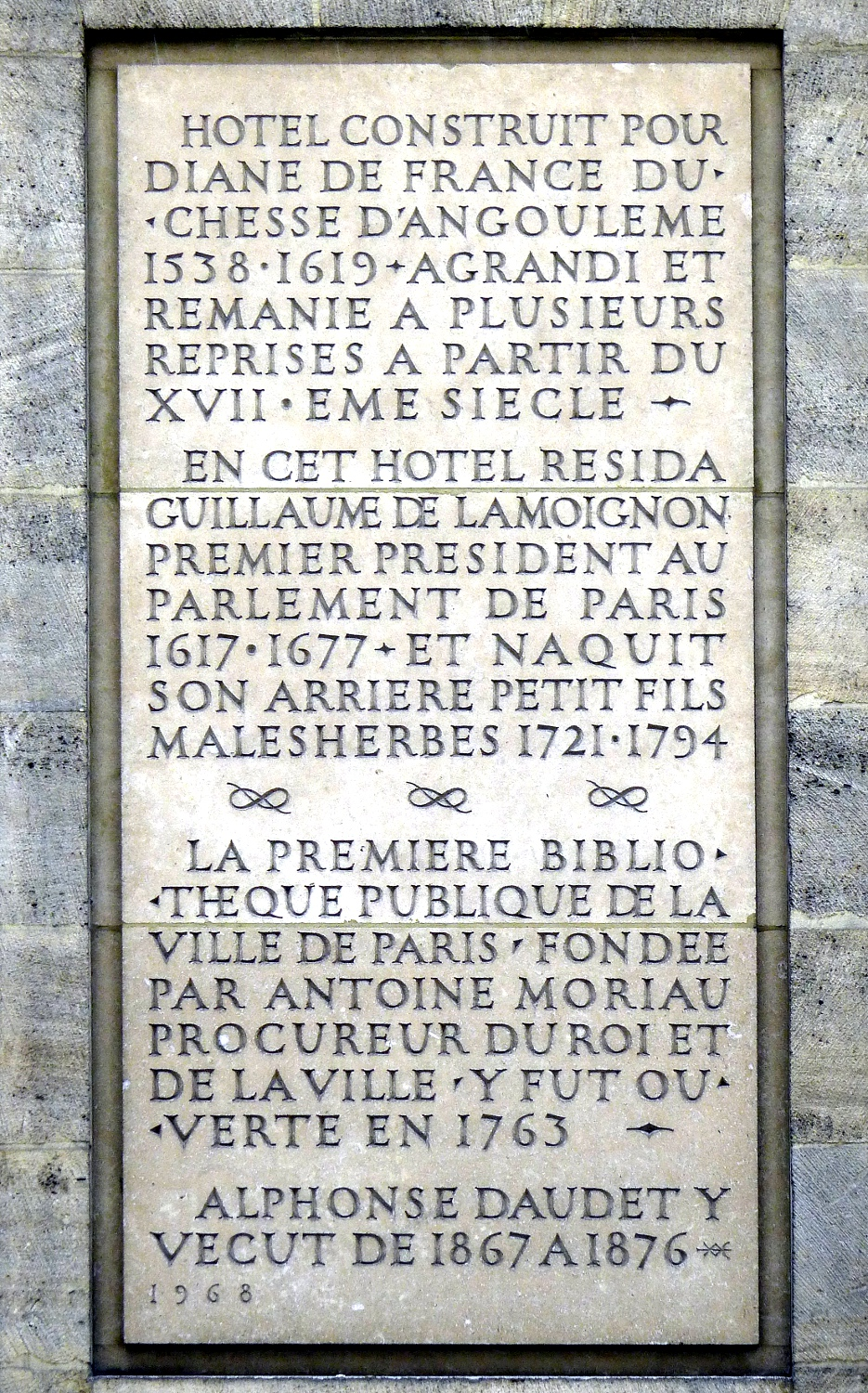
Placa conmemorativa, fachada en la calle, mencionando a Diane de France, la familia Lamoignon, incluida Malesherbes, la primera biblioteca pública de París, y Alphonse Daudet.

Fluego compartido entre varios inquilinos, entre ellos Guillaume  I de Lamoignon, primer presidente del Parlamento de París, quien lo hizo equipar por el arquitecto Robert de Cotte, lo alquiló en parte y lo convirtió en un lugar de encuentro para las mentes finas del momento: Madame de Sévigné, Boileau, Jean Racine, Bourdaloue, Regnard, Guy Patin, etc. Estuvo habitado por los Lamoignon hasta 1750, cuando Guillaume de Lamoignon de Blancmesnil lo dejó para la Cancillería de Francia.

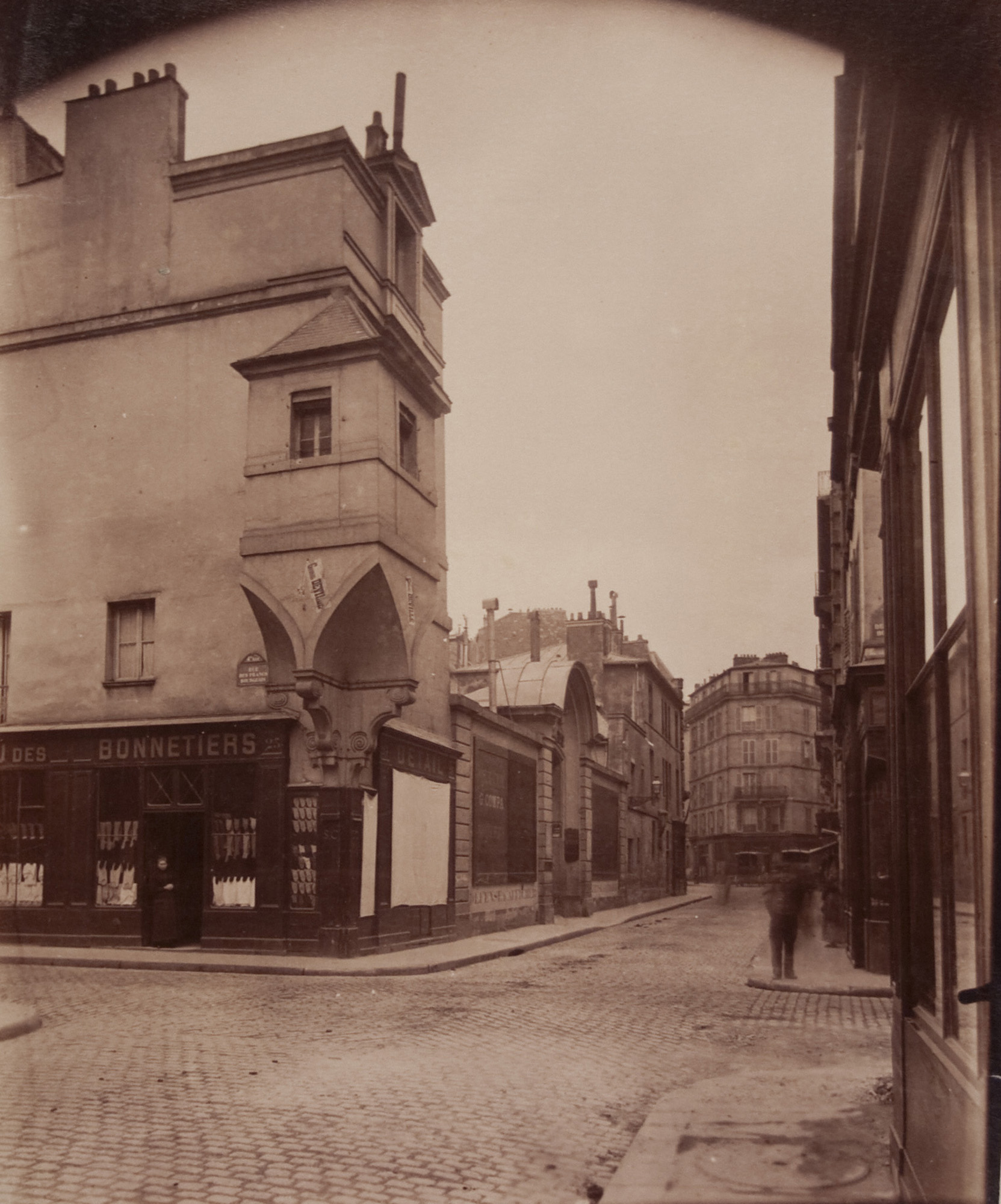
Atalaya del Hôtel d'Angoulême Lamoignon en 1899, en la esquina de la rue Pavée y la rue des Francs-Bourgeois - Eugène Atget.

Antoine Moriau, fiscal del Rey y de la ciudad de París, impulsado por la pasión por los documentos históricos, alquiló el hotel para convertirlo en su biblioteca. A su muerte en 1759, legó 14 000 volúmenes a la ciudad (grabados y piezas históricas sobre París) y que abrió las colecciones al público en 1763, en un gesto histórico. : esta es la primera biblioteca abierta por la Ciudad.
Fue comprado en 1774 por el arquitecto Jean-Baptiste Louis Élisabeth Le Boursier, quien lo convirtió en su residencia.
Residencia de Alphonse Daudet en 1867, fue el centro de eventos de la sociedad literaria. ; " Periódicamente, Tourgueniev, Flaubert y Edmond de Goncourt venían a cenar con mis padres, rue Pavée, en el Marais. », dice Léon Daudet, su hijo.
En el siglo XIX, un fabricante de alambiques e instrumentos de destilación alcohólica tenía allí su sede.

### Biblioteca Histórica de la Ciudad de París
Fue comprado por el Ayuntamiento de París en 1928, luego restaurado de 1955 a 1968 por los tres arquitectos de los Monumentos Históricos, Jean Creuzot, Jean-Pierre Paquet y André Vois, para albergar la Biblioteca Histórica de la ciudad de París, también dedicada a la historia de París. Hasta ahora alojada al lado del hotel Le Peletier en Saint-Fargeau, se mudó aquí en 1969. El programa le proporciona una gran extensión en forma de U hacia el sur en el lado del patio, y un ala trasera en el lado del jardín, y dos pisos en el sótano reemplazan los cimientos de los edificios secundarios del XVIII XVIII ., visible en los planos de la agencia Robert de Cotte en 1708.

## Descripción

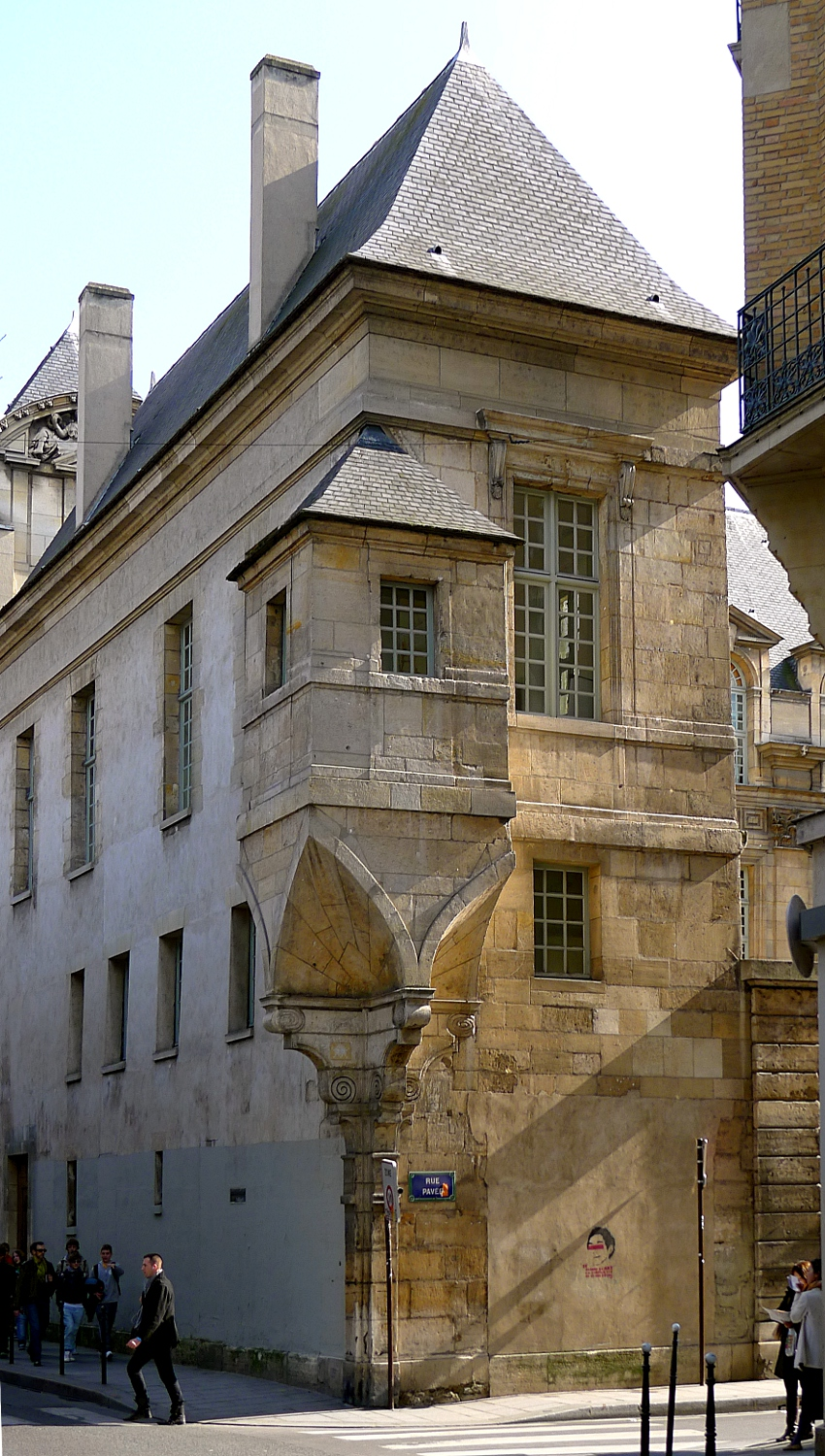
Atalaya del Hôtel d'Angoulême Lamoignon en la esquina de la rue des Francs-Bourgeois y la rue Pavée.

Diane de France, cuyo primer nombre, en referencia a la diosa romana de la caza, inspiró la decoración de los frontones y los techos pintados, lunas crecientes, cabezas de perros y ciervos, trofeos de armas, vivió allí hasta su muerte en 1619. Ella lo legó a su sobrino Charles d'Angoulême, hijo bastardo de Charles IX y Marie Touchet, un gran capitán y sabio bibliófilo, que vivió allí hasta su muerte en 1650 y construyó, a lo largo de la rue des Francs-Bourgeois, el ala norte decorada con una torre de vigilancia.
Al oeste, el amplio portal que data de 1718, en cuyo tímpano dos niños desnudos, uno sosteniendo un espejo, el otro una serpiente, simboliza la Verdad y la Prudencia, dos cualidades que los Lamoignon amaban y les hicieron agregar, al igual que el número con la "L" entrelazada en el reverso del frontón. En la parte trasera del patio se encuentra el edificio principal, Estilo Enrique III. Una torre de vigilancia de principios siglo XVII. descansando sobre tres trompetas, a su vez sostenidas por dos ménsulas que forman un ángulo recto, domina el cruce de la rue Pavée y la rue Francs-Bourgeois. La inscripción " CS » que aún podemos leer allí refiriéndose a "Santa Catalina", nombre del convento que ocupó el solar antes de la construcción del hotel.
La fachada que da al patio, los techos del edificio principal, dos pabellones de escaleras situados a la derecha y a la izquierda del edificio principal, el edificio que bordea el patio de entrada del lado de la rue des Franc-Bourgeois, la entrada de carruajes que conduce a la rue Pavée, y la sala de estar del primer piso decorada con artesonado y pilastras de orden corintio, fueron clasificados como monumentos históricos por orden del 18 de febrero de 1937: dos meses después, llegó un segundo decreto, de 28 de abril de 1937, para inscribir el resto del edificio.

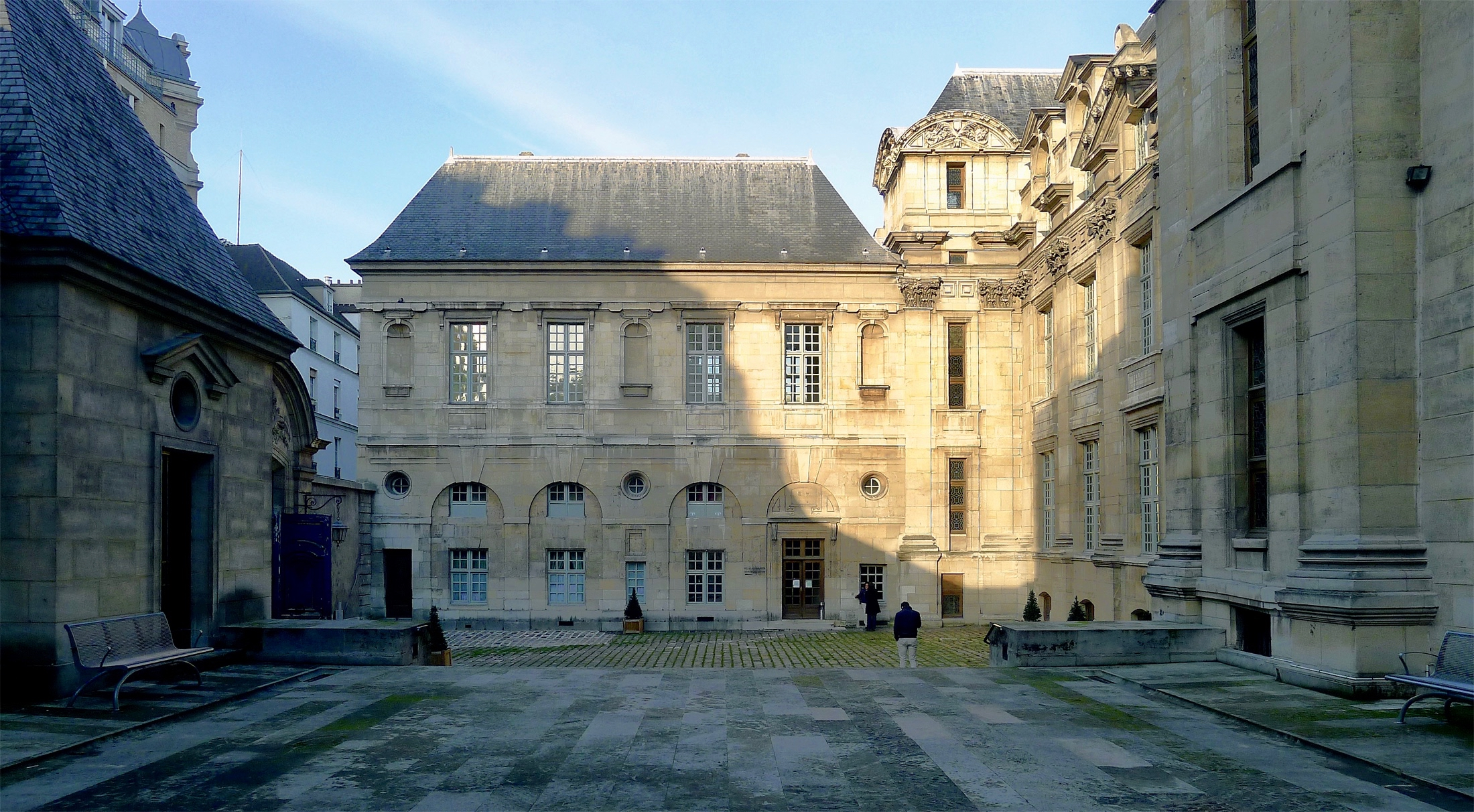
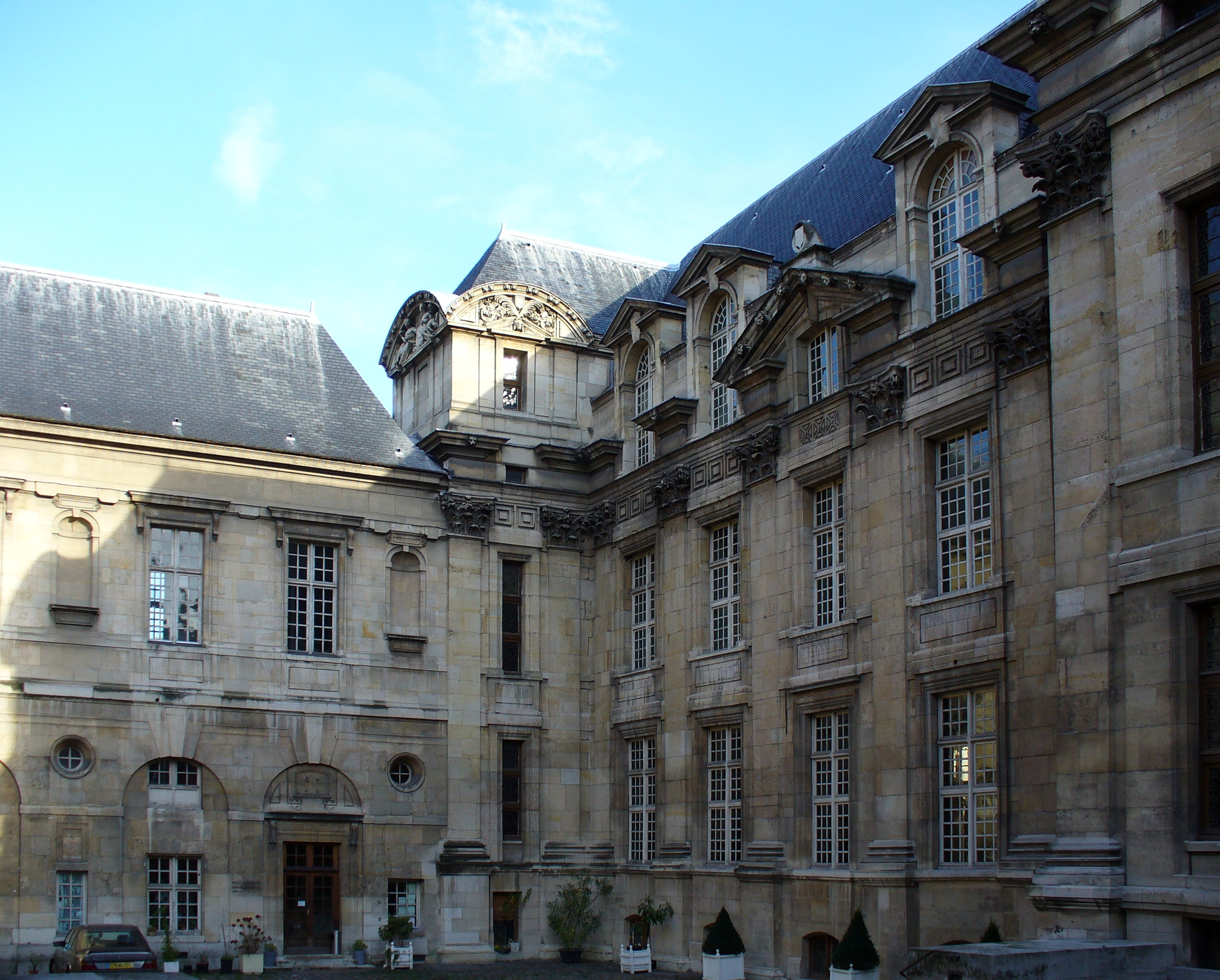
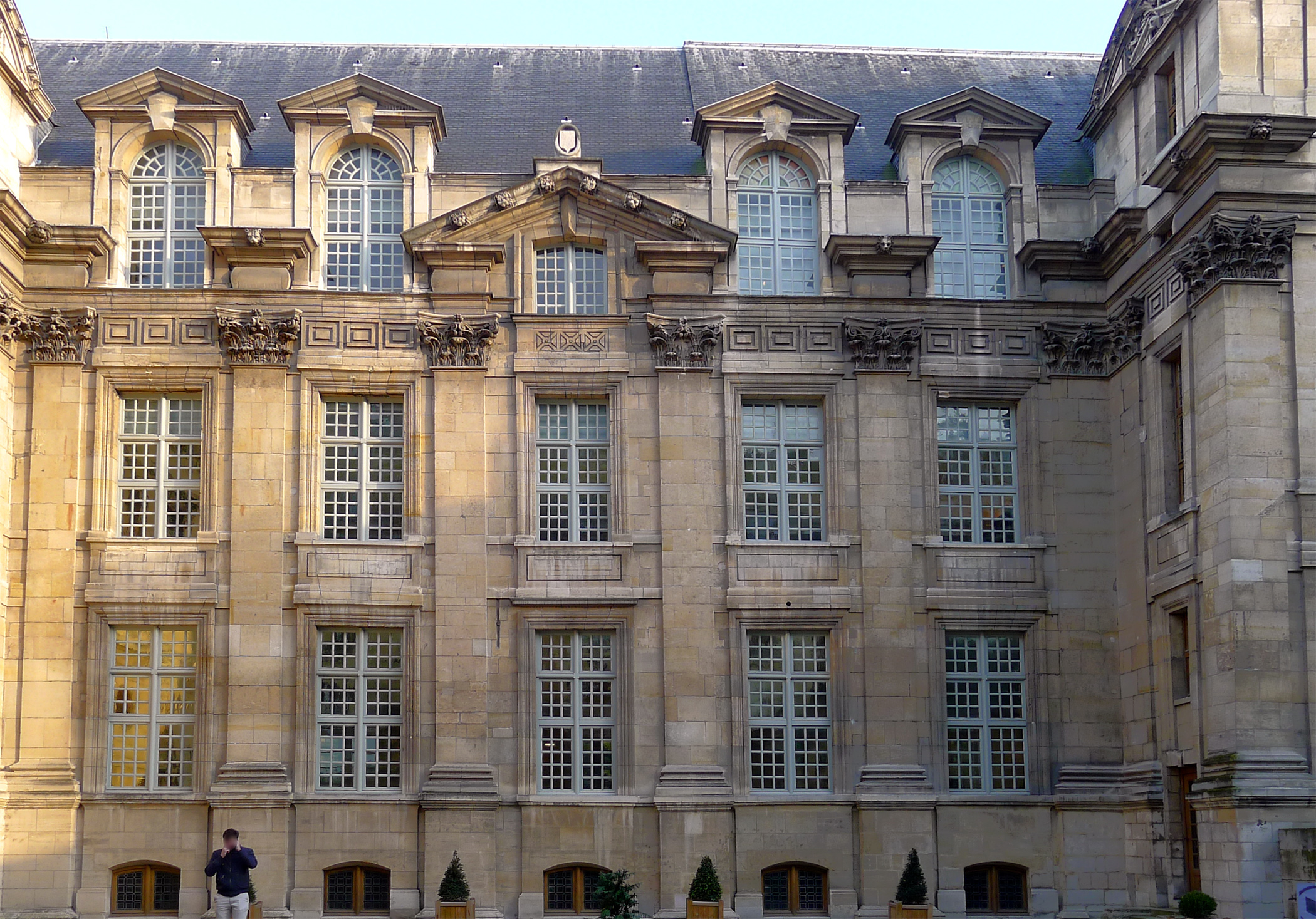
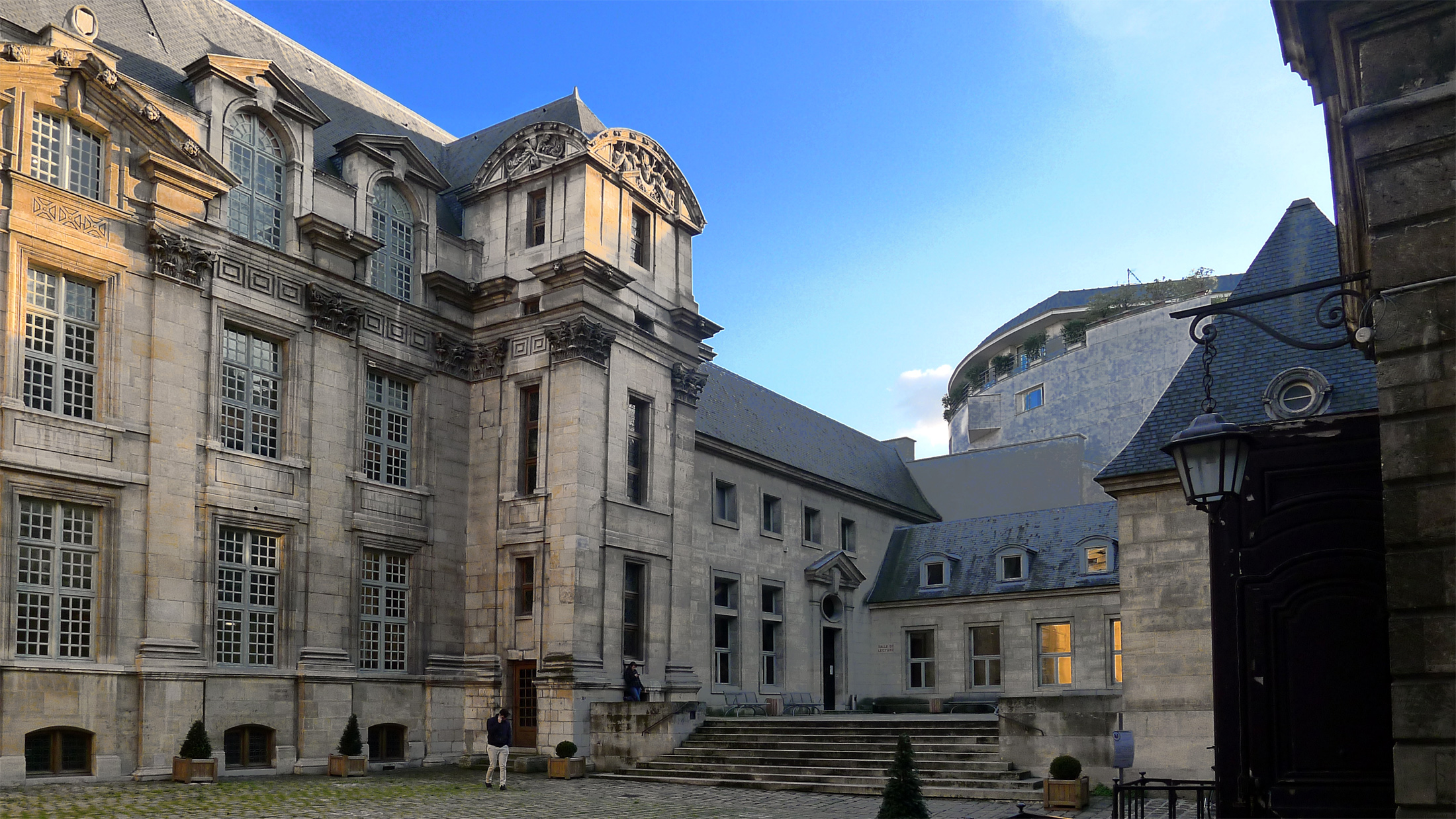

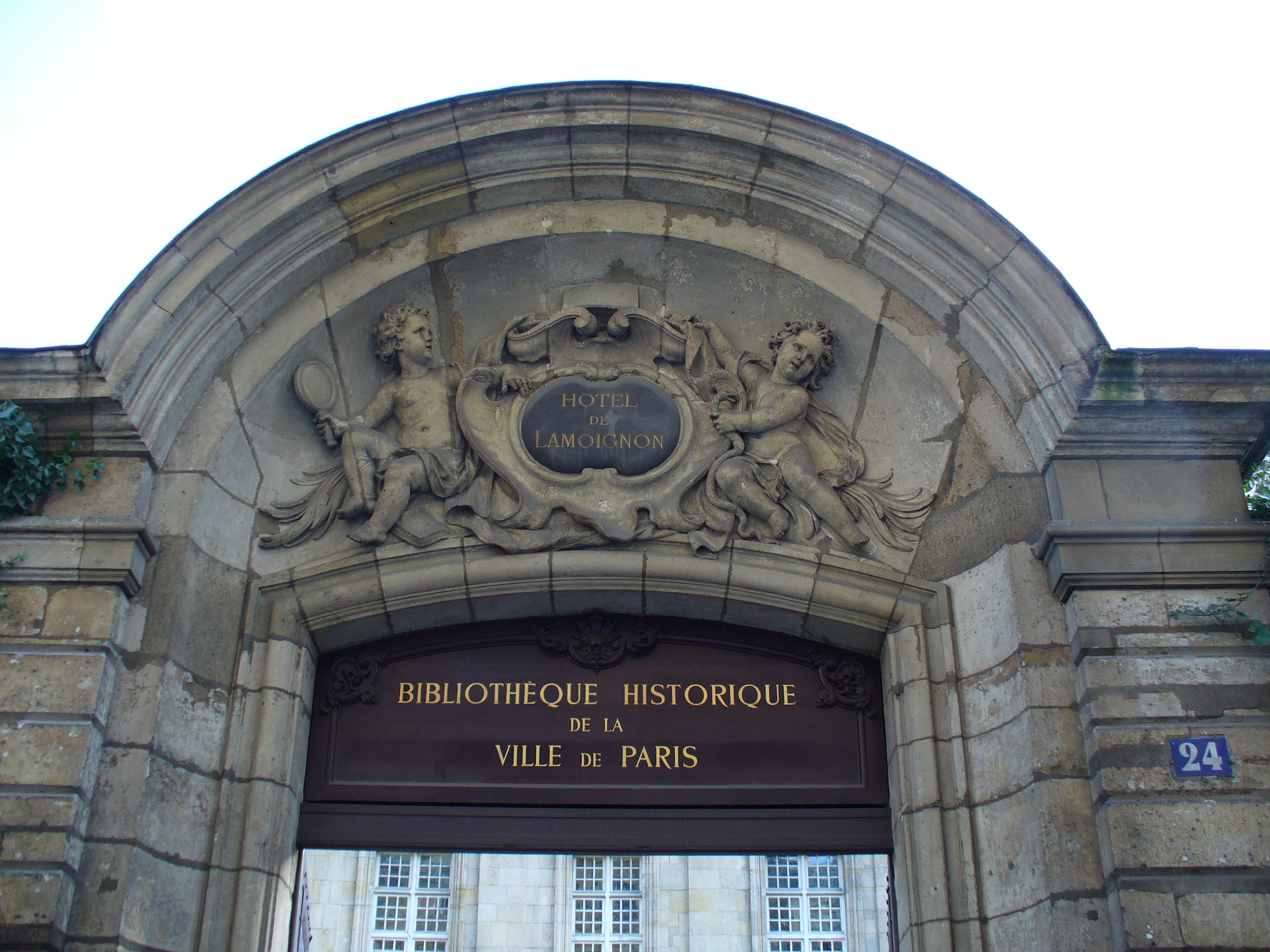
puerta del lado de la calle
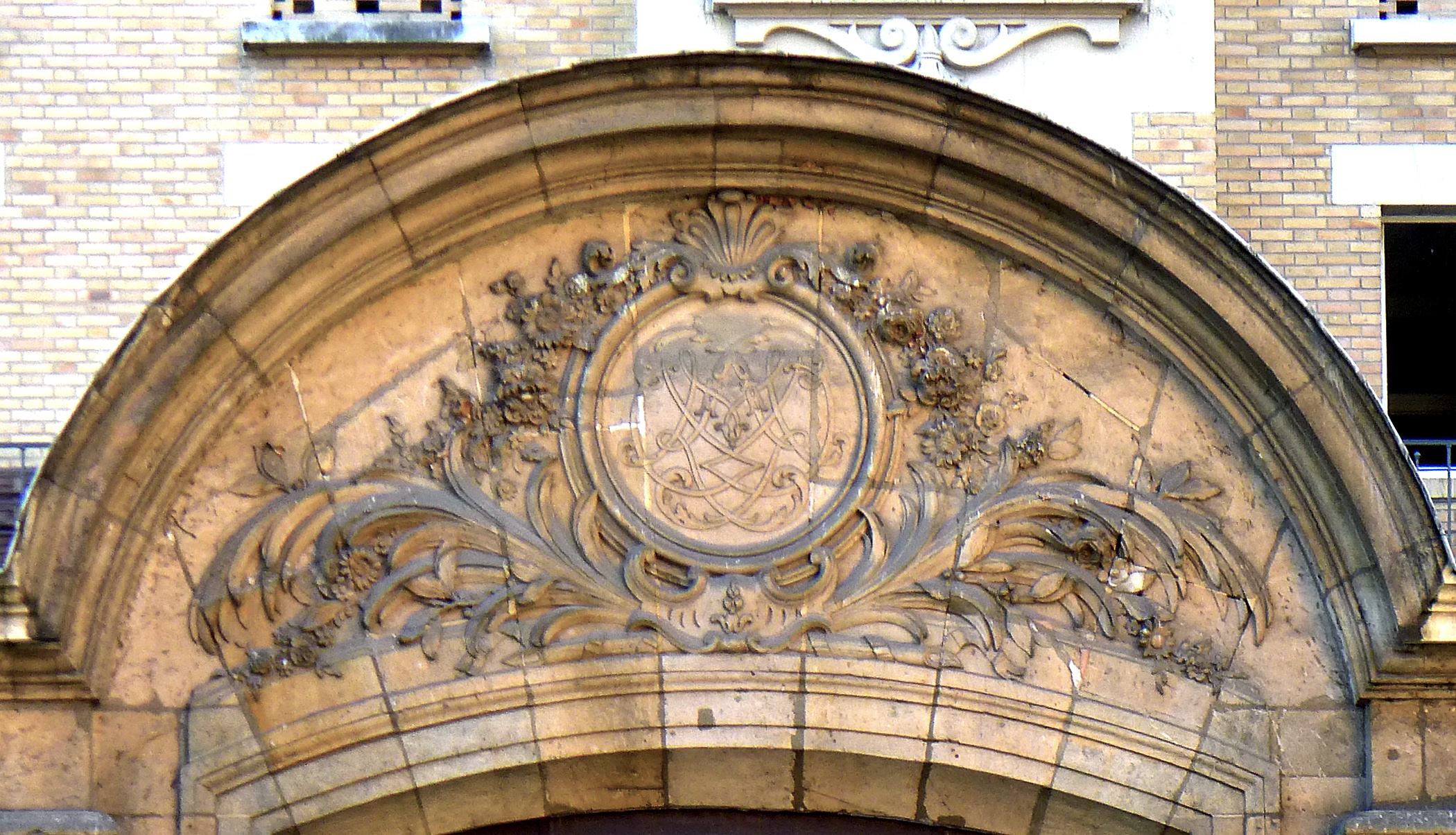
puerta del patio